# Detector de cables

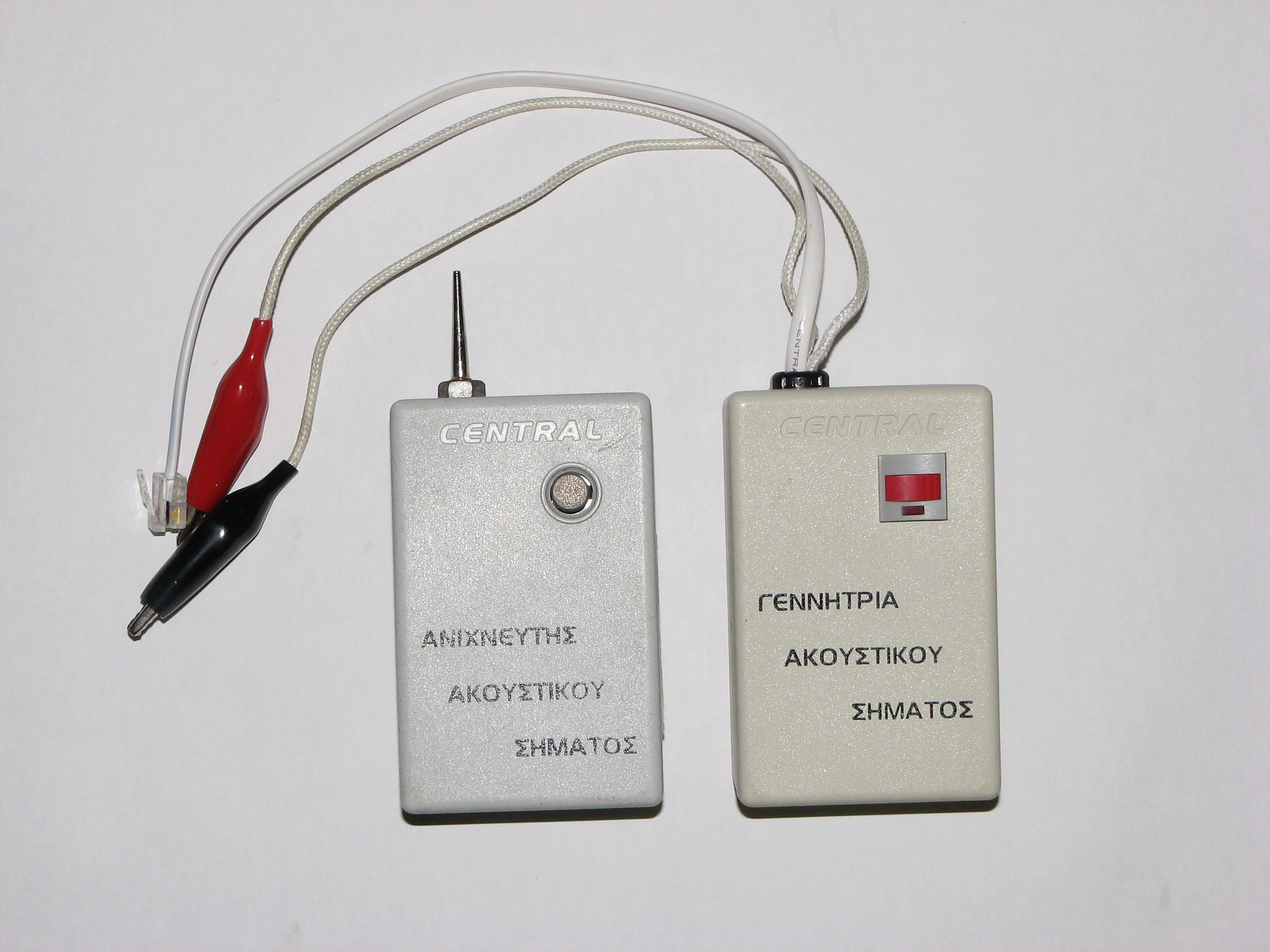
Un generador de to i una sonda receptora per localitzar un parell específic de cables entre molts, per exemple en un punch block.

Un detector de cables o traçador de cables, és un dispositiu que s'utilitza per trobar cables ocults en les parets, sota el paviment o sota terra. A vegades es trenquen els cables i, per reparar-los o canviar-los, cal saber per on passen o a on s'han trencat, sent impossible saber-ho amb un simple examen des de la superfície.
Si es coneix el traçat per on passa el cable i el que es pretén trobar és el lloc exacte on s'ha trencat el cable (la distància respecte a un extrem), hi ha una tècnica més precisa que fa ús de la reflectometria, un mètode de diagnosi basat en el principi del radar. En aquest mètode s'envia un senyal de sondeig al llarg del cable a investigar i quan troba una discontinuïtat (augment d'impedància), una part de la seva energia és retornada al punt d'injecció, amb la mesura del temps de tornada en un oscil·loscopi se sap a quina distància està tallat el cable.

## Tipus
- Emissió/Recepció per contacte:
  - Combinació emissor/receptor per contacte (no poden detectar cables elèctrics ocults), permeten identificar els cables dins d'un grup però només entre extrems (tocant el conductor), per exemple en un punch block.
  - Detectors de cables una mica més avançats que incorporen un TDR, però el seu ús no és molt comú i s'utilitzen solament en entorns amb certa especialització.[1]

- Recepció de camp electromagnètic:
  - Receptors simples de camp electromagnètic que poden detectar cables elèctrics ocults, però només si estan connectats a una fase i estan suficientment a prop de la superfície per poder percebre el camp generat. Al no precisar un contacte amb el conductor permeten detectar, a poca distància, on es produeix una discontinuïtat.
  - Combinació emissor/receptor via radio pel que poden detectar cables elèctrics ocults i, segons la sensibilitat del receptor poden permetre captar la radiació o bé a prop de la superfície o l'emesa per cables enterrats a certa profunditat. Al no precisar un contacte amb el conductor permeten detectar, a una distància més llarga, on es produeix una discontinuïtat.

## Detector amb receptor de ràdio
El detector amb receptor de ràdio s'usa de forma general per al manteniment i comprovació de cables de telecomunicacions, d'instal·lacions elèctriques, canonades, instal·lacions de calefacció, etc. Especialment indicat en casos senzills per a la cerca de la ubicació d'un fusible, d'una presa de corrent o d'una caixa de connexions o, en casos més difícils, per a la cerca de la ubicació d'un circuit obert o d'un curtcircuit en un cable o un fissura en una canonada de metall, etc.. El detector amb receptor de ràdio  consta de dues parts o aparells:
1. Un emissor amb portadora de RF que injecta en un cable un senyal de radiofreqüència modulada en AM amb un senyal audible de baixa freqüència (de vegades commutable de 440Hz a 1760 Hz), perquè el receptor pugui rebre el senyal a més distància que l'emesa pels harmònics d'ona quadrada. El transmissor sol tenir també una funció integrada de detecció d'AC/DC, podent mostrar el nivell de potència transmesa, codi, estat de la bateria, detecció de valor de la tensió i un senyal d'advertiment.
2. Un receptor d'alta sensibilitat, amb una antena més o menys llarga que pot captar i detectar el senyal des de l'exterior a uns centímetres de distància encara que el cable estigui sota terra. Un tall en el cable serà detectat per una pèrdua del to modulador en passar l'antena sobre la interrupció del cable o simplement amb una disminució d'intensitat d'aquest to modulador. El receptor pot mostrar a més a més tota la informació del transmissor, ja que pot escanejar i comprovar automàticament la freqüència d'emissió.[2]

## Rastrejador de cable telefònic
El rastrejador de cable telefònic està dissenyat per identificar i seguir els cables dins d'un grup sense danyar l'aïllament, -pot identificar també l'estat de la línia-, sent molt pràctic per a la instal·lació, diagnòstic i manteniment de línies telefòniques. Consta de dues parts:
- Un transmissor que envia un to d'una freqüència de 1,5 kHz
- Un receptor que rep en un rang de freqüència de 100 ~ 300 kHz

## Detecció de traçat i trencaments de cables

### Detecció a poca profunditat.
Quan es tracta d'efectuar el seguiment, o detectar una discontinuïtat en un conductor elèctric o un curtcircuit entre parells de cables que discorren ocults fins a dos o tres centímetres de la paret o del sòl, s'empra el senzill mètode d'injectar en un dels extrems del cable que es vol analitzar, una ona quadrada rica en harmònics que és detectable amb un simple receptor de ràdio d'AM (amplitud modulada).

### Detecció a mitja profunditat.
Quan el cable a detectar està instal·lat a més de dos o tres centímetres de profunditat, i especialment quan el traçat és de gran longitud, els harmònics d'una ona quadrada de freqüència audible són insuficients i el que procedeix en aquest cas és injectar una ona de radiofreqüència de no molta potència que es modula amb un to audible d'un generador d'àudio i que pot ser seguida amb el mateix receptor de ràdio-AM. Tanmateix, aquest sistema, en fer ús d'una radiofreqüència, té l'inconvenient de que no permet saber amb massa precisió on està el punt exacte d'un possible tall, especialment si el cable discorre a certa profunditat.

### Detecció a un ampli rang de profunditats mitjançant doble portadora.
Aquest sistema permet detectar amb gran precisió el punt de trencament d'un cable que discorre en un ampli rang de profunditats fins i tot superiors a un metre, es basa en emprar dues portadores de radiofreqüència de la mateixa potència i modulades també amb la mateixa intensitat però cadascuna d'elles amb un to audible de diferent freqüència; per exemple: 440Hz i 1760Hz. Cadascuna d'aquestes fonts de radiofreqüència s'injecta en un extrem del cable en el qual es vol detectar el problema, i d'aquesta manera es busca amb un receptor de ràdio-AM (movent-lo endavant i enredera) el punt en el que ambdós tons es reben amb la major intensitat possible, però també amb la mateixa amplitud de modulació (nivell de senyal) i aquest serà el lloc on el cable està tallat.